# Pontus Wernbloom
Pontus Wernbloom (Kungälv, Suecia, 25 de junio de 1986) es un exfutbolista sueco que jugaba como centrocampista.

## Trayectoria

### Clubes
Después de jugar para un club local, se incorporó al equipo juvenil del IFK Göteborg en 2004, antes de ser promovido al primer equipo en 2005. Luego de que en el año 2005 Håkan Mild anunciara su retiro, Wernblom consiguió un puesto en el once titular. Sin embargo, en la siguiente temporada, tuvo que esforzarse por mantener la titularidad ya que el club tuvo un cambió en su estilo de juego con la nueva administración. Tras el traspaso del delantero Marcus Berg al FC Groningen holandés, durante el mercado de verano del año 2007,   Wernbloom volvió a ser titular.
En abril de 2009 firmó contrato con el club neerlandés AZ Alkmaar, incorporándose a este en junio de ese año.
El 20 de enero de 2012 dejó el AZ para firmar contrato con el CSKA Moscú, el cual en ese momento se encontraba disputando la Liga de Campeones de la UEFA.
En el conjunto moscovita estuvo hasta 2018. Siguió su carrera en el PAOK de Salónica F. C., donde permaneció dos años antes de regresar al IFK Göteborg.
El 14 de julio de 2021 anunció su retirada.

### Selección nacional
Con la selección nacional sueca disputó 51 partidos en los que anotó en dos ocasiones. Debutó en un partido oficial el 18 de enero de 2007, en un encuentro contra la selección nacional de Ecuador, en el cual fue reemplazado en el minuto 52 por Daniel Mobaeck. El 3 de septiembre de 2010 Wernbloom anotó sus primeros 2 goles con la selección sueca, estos en un partido clasificatorio para la Eurocopa 2012 contra Hungría.
Tras la Eurocopa 2016 anunció su retirada de la selección.

### Goles internacionales
| #  | Fecha                   | Localización           | Oponente | Gol conseguido | Resultado | Competición                         |
| -- | ----------------------- | ---------------------- | -------- | -------------- | --------- | ----------------------------------- |
| 1. | 3 de septiembre de 2010 | Råsunda Stadium, Solna | Hungría  | 1-0            | 2-0       | Clasificación para la Eurocopa 2012 |
| 1. | 3 de septiembre de 2010 | Råsunda Stadium, Solna | Hungría  | 2-0            | 2-0       | Clasificación para la Eurocopa 2012 |

## Clubes
| Club                   | País         | Año       |
| ---------------------- | ------------ | --------- |
| IFK Göteborg           | Suecia       | 2005-2009 |
| AZ Alkmaar             | Países Bajos | 2009-2011 |
| P. F. C. CSKA Moscú    | Rusia        | 2012-2018 |
| PAOK de Salónica F. C. | Grecia       | 2018-2020 |
| IFK Göteborg           | Suecia       | 2020-2021 |

## Palmarés

### Títulos nacionales
| Título                        | Club                   | País         | Año  |
| ----------------------------- | ---------------------- | ------------ | ---- |
| Allsvenskan                   | IFK Göteborg           | Suecia       | 2007 |
| Supercopa de Suecia           | IFK Göteborg           | Suecia       | 2008 |
| Copa de Suecia                | IFK Göteborg           | Suecia       | 2008 |
| Supercopa de los Países Bajos | AZ Alkmaar             | Países Bajos | 2009 |
| Liga Premier de Rusia         | P. F. C. CSKA Moscú    | Rusia        | 2013 |
| Copa de Rusia                 | P. F. C. CSKA Moscú    | Rusia        | 2013 |
| Supercopa de Rusia            | P. F. C. CSKA Moscú    | Rusia        | 2013 |
| Liga Premier de Rusia         | P. F. C. CSKA Moscú    | Rusia        | 2014 |
| Supercopa de Rusia            | P. F. C. CSKA Moscú    | Rusia        | 2014 |
| Liga Premier de Rusia         | P. F. C. CSKA Moscú    | Rusia        | 2016 |
| Superliga de Grecia           | PAOK de Salónica F. C. | Grecia       | 2019 |
| Copa de Grecia                | PAOK de Salónica F. C. | Grecia       | 2019 |